# Polyphaenis sericata
Espèce
La Noctuelle du camérisier (Polyphaenis sericata) est une espèce de lépidoptères (papillons) de la famille des Noctuidae.
On le trouve en Europe et en Asie.
Il vole de juin à août suivant les endroits.
Sa larve vit sur les troènes, les chèvrefeuilles (ou camérisiers), les cornouillers, le lilas commun (Syringa vulgaris).

## Galerie

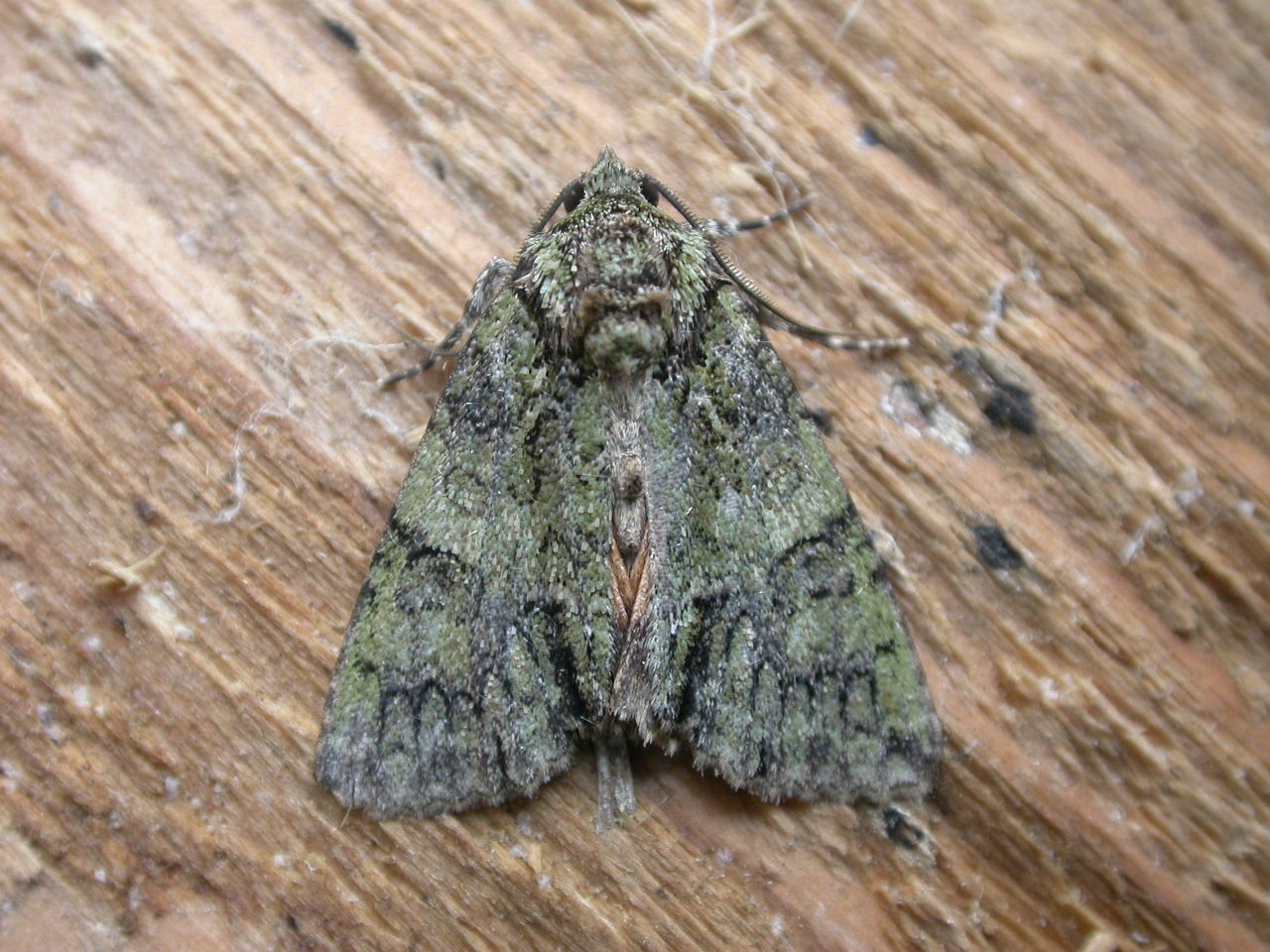